# Heinz Langerhans
Heinz Langerhans (* 22. Februar 1904 in Köpenick; † 4. Mai 1976 in Bad Homburg) war ein deutscher Sozial- und Politikwissenschaftler und Publizist.

## Leben
Heinz Langerhans war der Sohn des Köpenicker Bürgermeisters Georg Langerhans und seiner Frau Katharina geb. Otto. Heinz Langerhans war als Student wie Richard Löwenthal, Wolfgang Abendroth und andere in der Kommunistischen Studentenfraktion (Kostufra) an der Universität Frankfurt am Main aktiv. Langerhans gehörte als Marxist zur sogenannten Korsch-Gruppe. Er wurde 1926 aus der KPD ausgeschlossen. Nach dem Studium war er Mitarbeiter des Instituts für Sozialforschung in Frankfurt am Main.
1933 wurde Langerhans bei der Herstellung einer antifaschistischen Zeitung verhaftet und wegen Hochverrats zu drei Jahren Zuchthaus verurteilt. Während der Haft schrieb er auf Zigarettenpapier seine Gefängnisthesen, die aus dem Zuchthaus heraus geschmuggelt und Karl Korsch im dänischen Exil zugespielt werden konnten. Nach Ablauf der Zuchthausstrafe wurde Langerhans in das Konzentrationslager Sachsenhausen „überstellt“. Im Rahmen einer Amnestie (50. Geburtstag des damaligen Reichskanzlers Adolf Hitler) wurde er Ende April 1939 begnadigt und entlassen.
Langerhans emigrierte nach Belgien und wurde im Mai 1940 nach dem Einmarsch deutscher Truppen interniert und nach Südfrankreich deportiert. Von dort emigrierte er 1941 in die USA. Die rigiden Beschränkungen gegen die Einwanderung organisierter Kommunisten in die USA umging Langerhans dadurch, dass er eine Bescheinigung Fritz Heines vorlegte, der zufolge er Sozialdemokrat sei. In den USA ging Langerhans nach Boston, wo sein früherer Lehrer Korsch Professor war, und studierte kurzzeitig an der Harvard University. Bald darauf erhielt er am Gettysburg College eine Professur.
Im amerikanischen Exil rief Langerhans die deutschen Emigranten auf, den Stalinismus als neuen Hauptfeind zu erkennen und denunzierte tatsächliche oder vermeintliche NKWD-Agenten. Max Horkheimer bezeichnete ihn in einem Brief an Felix Weil als einen gestörten Menschen und fügte hinzu: „Es ist eine Tatsache, daß die meisten Menschen, die in einem Konzentrationslager festgehalten wurden, die Spuren der Hölle in sich tragen.“
Langerhans kehrte 1956 nach Deutschland zurück, wo er bis 1959 an der Universität Saarbrücken lehrte. Im Protokoll des Stuttgarter SPD-Parteitages von 1958 wird er als Debattenredner aufgeführt. Nach einer vierjährigen Gastprofessur im ehemaligen Ostpakistan (Dhaka) kehrte er 1963 an die Universität Saarbrücken zurück. Von 1966 bis zu seiner Emeritierung 1972 hatte er den Lehrstuhl für Politische Wissenschaften an der Justus-Liebig-Universität Gießen inne. Danach lebte er in Frankfurt am Main.

## Faschismusanalyse
In seinen Gefängnisthesen und im Aufsatz “The Next World Crisis, the Second World War and the World Revolution” entwickelte Langerhans den Begriff vom „Staatssubjekt Kapital“. Für Langerhans war die „Volksgemeinschaft“ keine Propagandalüge, sondern eine „große soziale Pazifizierungsaktion“, die als Bündnis von „Mob und Elite“ den Klassenkampf außer Kraft setzte. Die zuerst von Langerhans als damaligem linksmarxistischen Theoretiker skizzierte politikwissenschaftliche Bündnisthese wurde später von Hannah Arendt in „Elemente und Ursprünge totaler Herrschaft“, wieder aufgenommen. Für Langerhans begann die faschistische Periode historisch keineswegs erst mit den Krisenjahren der Weimarer Republik 1929/30, sondern mit dem Ersten Weltkrieg. In den Gefängnisthesen (1934) sagte Langerhans den Zweiten Weltkrieg für 1940 voraus.

## Schriften (Auswahl)
- The Next World Crisis, the Second World War and the World Revolution. 1935.
- Partei und Gewerkschaft. Eine Untersuchung zur Geschichte der Hegemonie der Gewerkschaft in der deutschen Arbeiterbewegung 1890–1914, Berlin 1972.
- Staatssubjekt Kapital. Texte zur Diskussion um Faschismus, Krieg und Krise. Mit einem Vorwort von Jan Gerber, Halle 2004.